# پارک ملی فیمندزمارک
پارک ملی فیمندزمارک (به لاتین: Femundsmarka National Park) یک پارک ملی در نروژ است که در Engerdal واقع شده‌است.

## جغرافیا
این پارک منظره عمدتاً باتلاق و دریاچه است و در مجاورت دومین دریاچه بزرگ طبیعی نروژ قرار دارد. مکانی محبوب برای قایقرانی و ماهیگیری است. این پارک در سال ۱۹۷۱ برای محافظت از دریاچه و جنگل‌هایی که از شرق به سمت سوئد امتداد یافته‌است، تشکیل شده‌است.

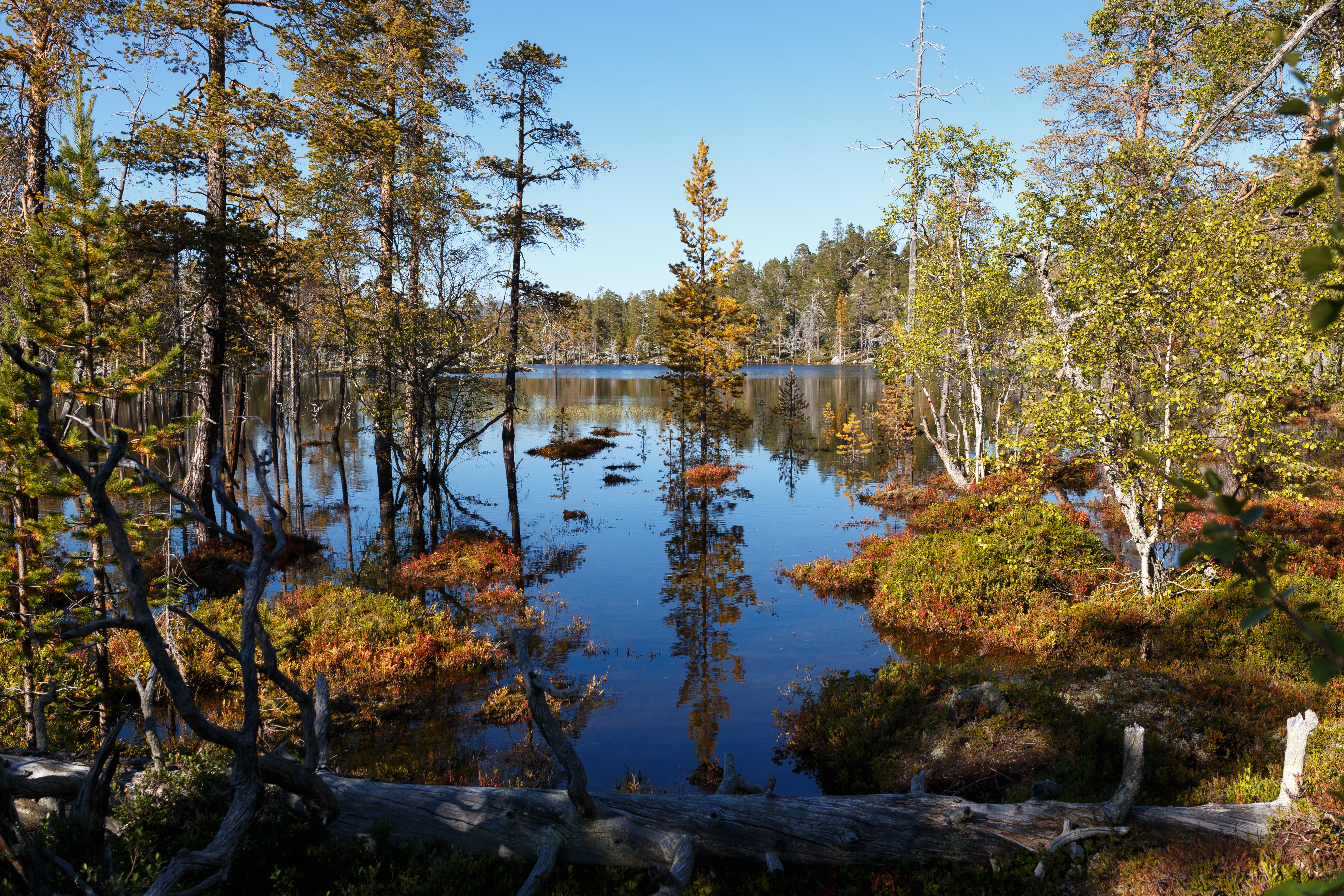
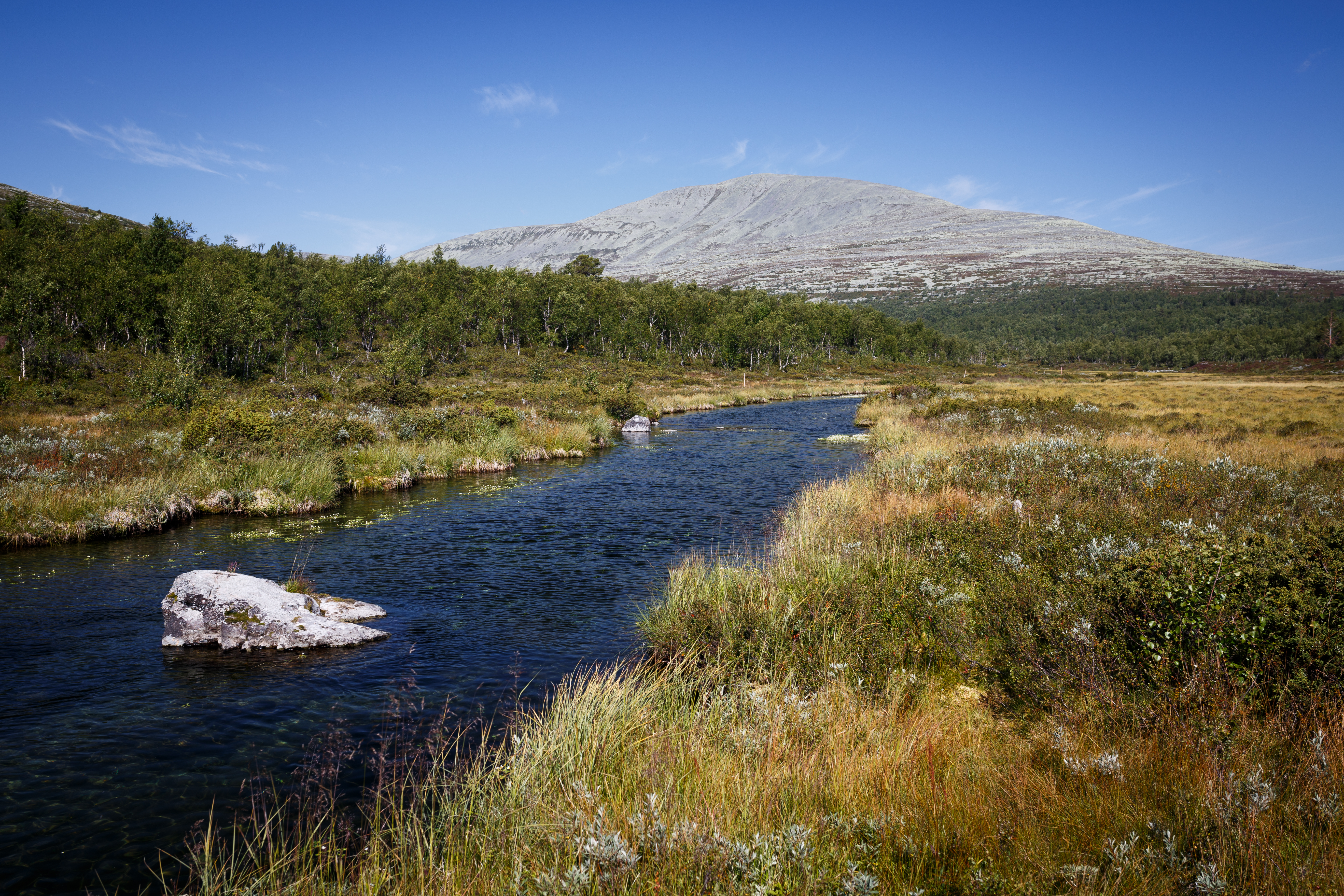
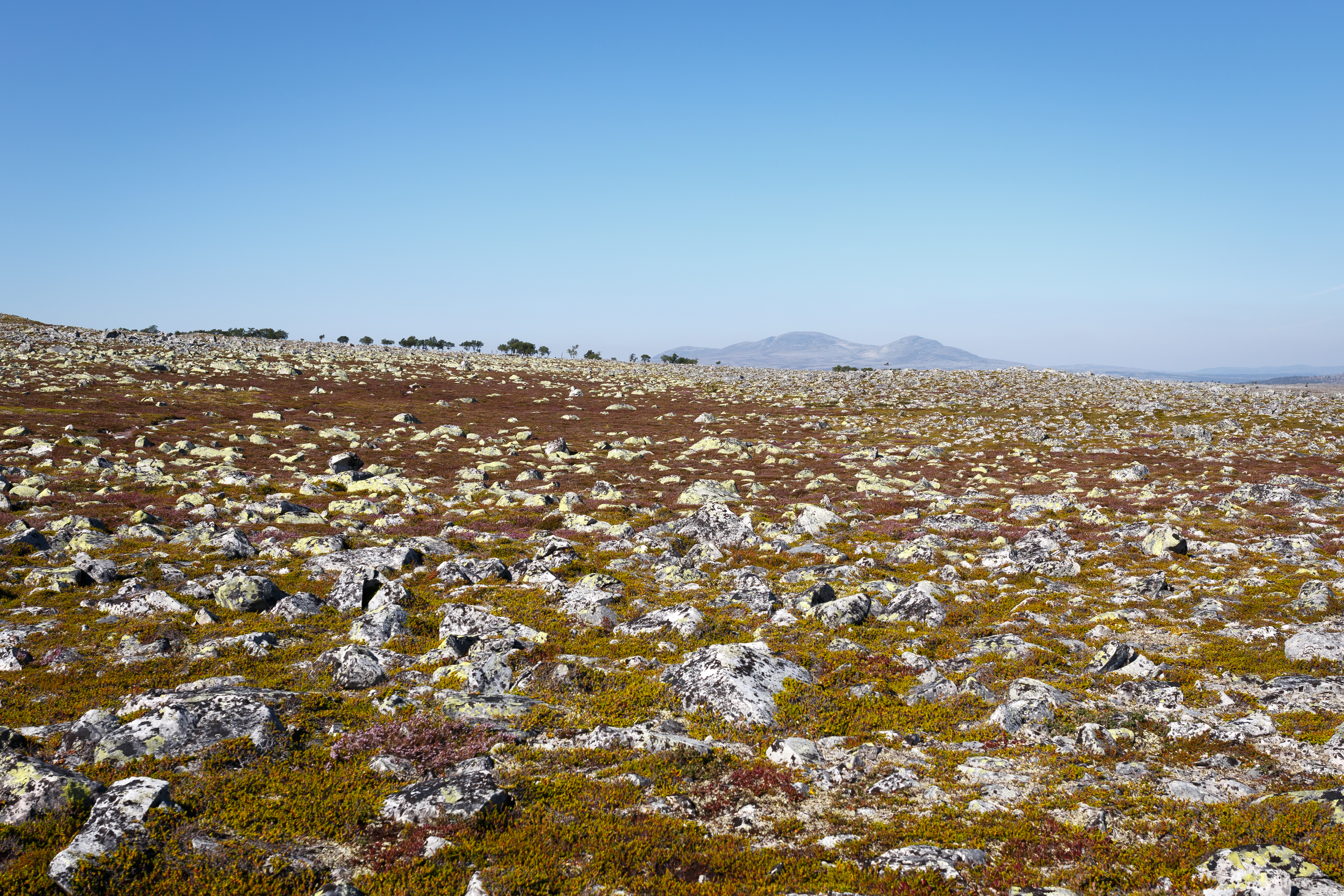
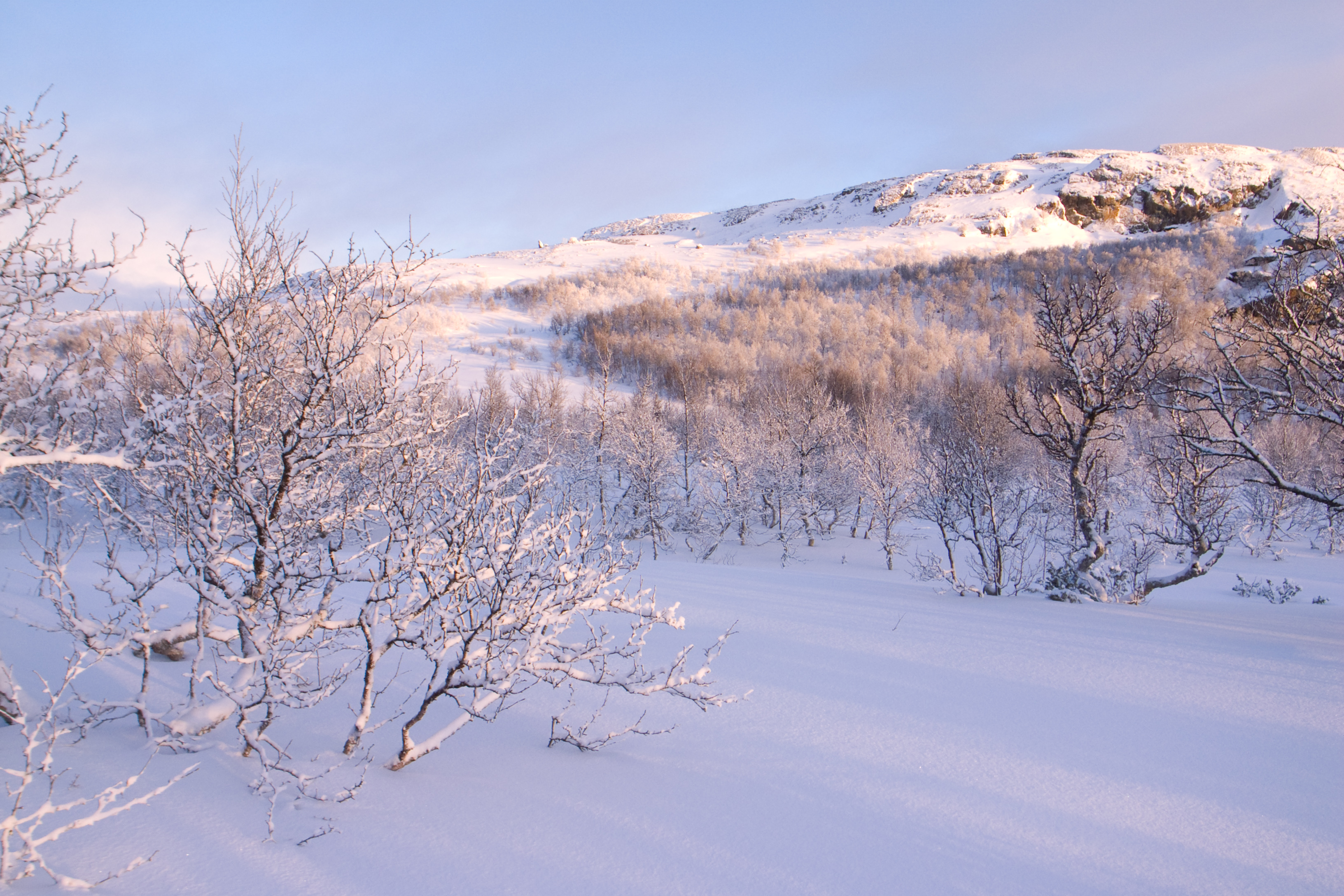